# Гумниска (Львовская область)
Гумниска (укр. Гумниська) — село в Бусской городской общине Золочевского района Львовской области Украины.
Население по переписи 2001 года составляло 455 человек. Занимает площадь 2,389 км². Почтовый индекс — 80531. Телефонный код — 3264.